# Aéroport international Roshchino
L'aéroport international Roshchino  (code IATA : TJM • code OACI : USTR) est un aéroport situé desservant l'oblast de Tioumen en Russie, à 13 kilomètres à l'ouest de la ville de Tioumen.
L'Aéroport est construit en 1968, rénové en 1998 et complètement démoli en 2014 pour faire place à un nouveau terminal, terminé en août 2015.

## Situation

### Carte des aéroports russes
| \| 50 km1:1 791 000 \| Koursk Abakan Anapa Pskov Arkhangelsk Astrakhan Barnaoul Belgorod Blagoveshchensk Bratsk Grozny Guelendjik Iakoutsk Iékaterinbourg Ijevsk Ioujno-Sakhalinsk Irkoutsk Kaliningrad Kazan Kemerovo Khabarovsk Khanty-Mansiïsk Krasnodar Krasnoïarsk Magadan Magnitogorsk Makhachkala Mineralnye Vody Mirny Moscou · SVO Moscou · DME Moscou-VKO Mourmansk Narian-Mar Nijnekamsk Nijnevartovsk Nijni Novgorod Noïabrsk Alykel Novokouznetsk Novossibirsk Novy Ourengoï Omsk Orenbourg Oufa Oulan-Oude Oulianovsk Perm Petropavlovsk-Kamtchatski Rostov · sur-le-Don Sabetta Saint-Pétersbourg Salekhard Samara Saratov Simferopol Sotchi Sourgout Stavropol Kyzyl Syktyvkar Tcheliabinsk Tchita Tioumen Tomsk Vladivostok Volgograd Voronej |
| 50 km1:1 791 000 |

## Statistiques
Pour des raisons techniques, il est temporairement impossible d'afficher le graphique qui aurait dû être présenté ici.

Voir la requête brute et les sources sur Wikidata.

## Compagnies aériennes et  destinations

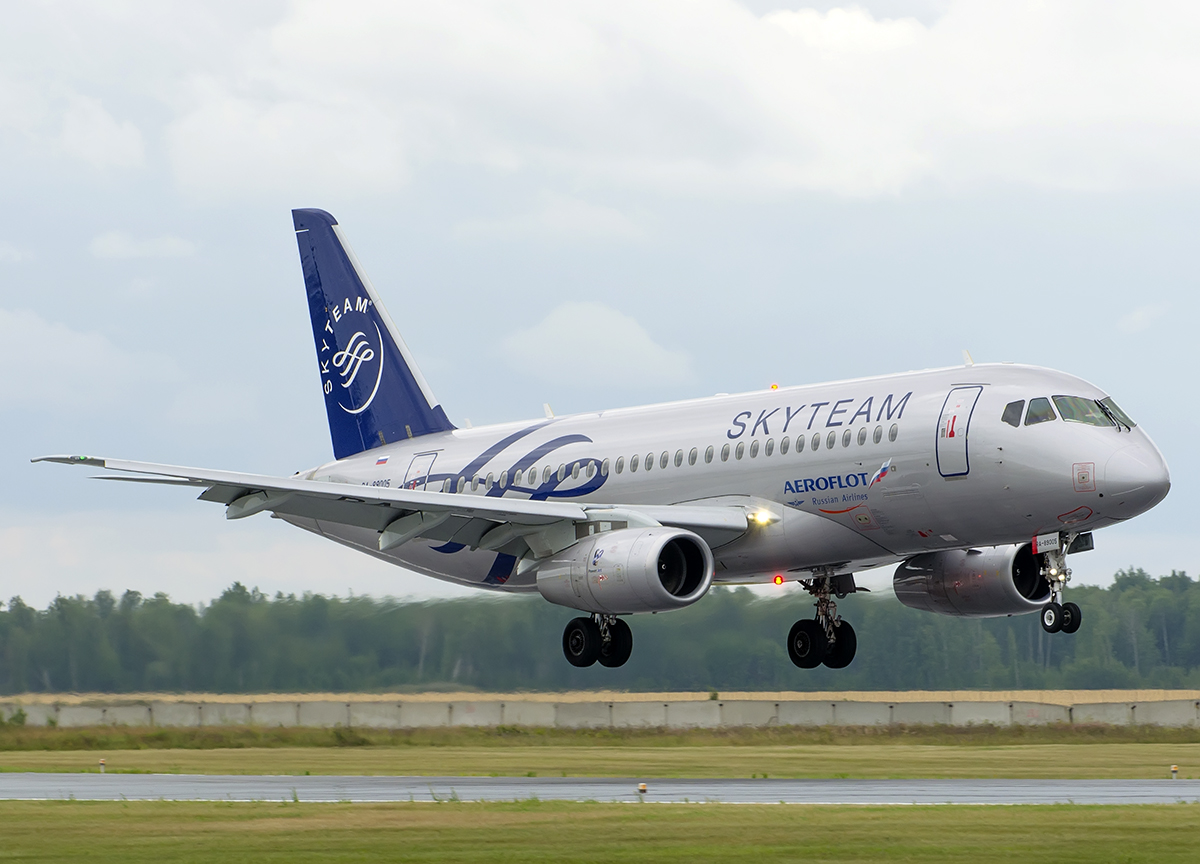
Sukhoi Superjet 100 d'Aeroflot sous les couleurs de SkyTeam à l'atterrissage de Tioumen-Roschino.

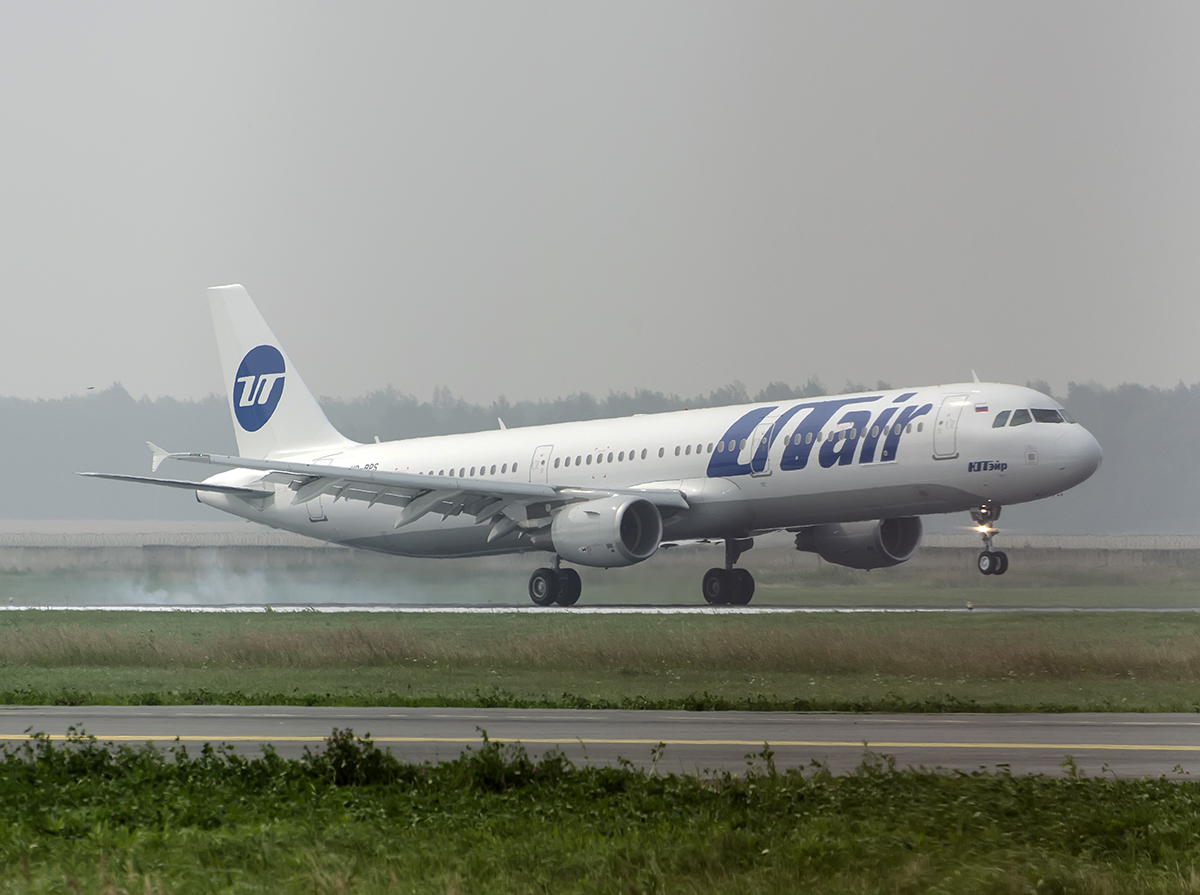
Airbus A321 d'UTair au décollage de Tioumen-Roschino.

| Compagnies         | Destinations |
| ------------------ | --- |
| Aeroflot           | Moscou Chérémétiévo |
| Azimuth            | Krasnodar-Pashkovsky, Rostov-sur-le-Don/Platov |
| Gazpromavia        | Moscou-Vnoukovo, Nadim (en), Novy Ourengoï, |
| Komiaviatrans      | Oussinsk (en) |
| KrasAvia           | Bratsk, Talakan (en), Oufa |
| Pobeda             | En saison : Sotchi-Adler |
| Rossiya            | Saint-Pétersbourg-Poulkovo |
| S7 Airlines        | Novossibirsk-Tolmatchevo |
| Utair              | Béloïarsk (en), Kazan, Khanty-Mansiïsk (en), Krasnodar-Pashkovsky, Mineralniye Vody, Moscou-Vnoukovo, Nijnevartovsk (en), Novy Ourengoï, Niagan (en), Samara-Kouroumotch, Sotchi-Adler, Sovetski-Tioumenskaïa, Sourgout, Oufa, Ouraï, Iékaterinbourg-Koltsovo En saison : Anapa                                                                             |
| Ural Airlines      | Moscou-Domodédovo |
| Uzbekistan Airways | Tachkent |
| Yamal Airlines     | Béloïarsk (en), Tcheliabinsk-Balandino, Krasnoïarsk-Iémélianovo, Irkoutsk, Moscou-Domodédovo, Nadim (en), Nijnevartovsk (en), Novossibirsk-Tolmatchevo, Novy Ourengoï, Noïabrsk (en), Sabetta, Salekhard (en), Samara-Kouroumotch, Simféropol, Sotchi-Adler, Saint-Pétersbourg-Poulkovo, Sourgout, Talakan (en), Tomsk-Bogachevo, Volgograd (ex-Stalingrad) |

Édité le 05/10/2019